# Peter Anthony Lawrence
Peter Anthony Lawrence (né le 23 juin 1941) est un biologiste britannique du développement au Laboratoire de biologie moléculaire et au Département de zoologie de l'Université de Cambridge. Il est membre du personnel scientifique du Medical Research Council de 1969 à 2006,,,.

## Éducation
Lawrence fait ses études à la Wennington School à Wetherby, puis au St Catharine's College de Cambridge grâce à une bourse Harkness et obtient son doctorat avec Vincent Wigglesworth comme directeur de thèse pour des travaux sur Oncopeltus fasciatus (punaise de l'asclépiade) .

## Carrière et recherche
Les principaux travaux de Lawrence consistent à essayer de comprendre quel type d'information est nécessaire pour façonner un animal et générer un motif (comme sur une aile de papillon ou une empreinte digitale). Il est le principal défenseur de l'idée que les cellules dans un gradient d'un morphogène se développent en fonction de leur concentration locale du morphogène et que ce mécanisme est utilisé pour générer des modèles de cellules. Avec Ginés Morata, il contribue à établir la théorie des compartiments proposée pour la première fois par Antonio Garcia-Bellido. Dans cette hypothèse, un ensemble de cellules construit collectivement un territoire (ou « compartiment »), et uniquement ce territoire, chez l'animal. Au fur et à mesure du développement, un "gène sélecteur" s'active dans un sous-ensemble de ce clone de cellules, et le clone se divise en deux ensembles de cellules qui construisent deux compartiments adjacents. Une grande partie des preuves de la théorie provient d'études sur l'aile volante de la drosophile.
Depuis une vingtaine d'années, il travaille, en collaboration avec Gary Struhl, sur le développement de l'abdomen adulte de la Drosophile, dans le but de comprendre le dessin et la construction des patrons épidermiques, notamment la polarité planaire et l'affinité cellulaire. Ses recherches sont financées par le MRC et le Wellcome Trust.
Lawrence écrit The Making of a Fly en 1992 qui explique comment les plans corporels des mouches et des animaux supérieurs, comme les humains, sont construits.
Lawrence écrit également des commentaires sur l'éthique de la pratique scientifique ,, et collabore avec Mark Bretscher sur la nécrologie de Francis Crick publiée dans Current Biology,.
Lawrenceest nommé membre de l'Organisation européenne de biologie moléculaire (EMBO). Il est élu membre de la Royal Society en 1983, reçoit la médaille Darwin et le Prix Princesse des Asturies pour la recherche scientifique. Il est élu membre étranger de l'Académie royale des sciences de Suède en 2000.